# سهره علفی دویدا
سهره علفی دویدا (نام علمی: Emberizoides duidae) نام یک گونه از سرده سهره‌های علفی است.